# Half-Life 2: Deathmatch
Half-Life 2: Deathmatch je počítačová online FPS vyvinuta studiem Valve. Na Steamu hra vyšla 30. listopadu 2004. Obsahuje multiplayerové úrovně a mnoho zbraní. Hra je pokračováním původního Deathmatch Classic. Hra neobsahuje příběhové propojení s hrami ze série Half-Life.

## Herní módy

### Deathmatch
Hráč musí zabíjet ostatní hráče, aby získal skóre. Pokud se nedopatřením hráč zabije sám, tak skóre ztratí. Když je hráč zabit, tak se respawnuje se 100 body života a jen se základní zbraní.

### Týmový Deathmatch
Hráči jsou rozděleni do dvou týmů, na Odboj a na Combine, oba týmy obsahují různé postavy, které se objevily v Half-Life 2.

## Zbraně
Seznam zbraní:
- Crowbar (páčidlo)
- Stunstick (elektrický obušek)
- Gravity Gun
- 9mm pistol (Glock 17)
- .357 magnum (Colt Python)
- SMG
- AR2
- Shotgun (SPAS 12)
- Resistance Crossbow (kuše)
- Fragmentation Grenade (granát)
- RPG
- S.L.A.M